# Alfred Waldis

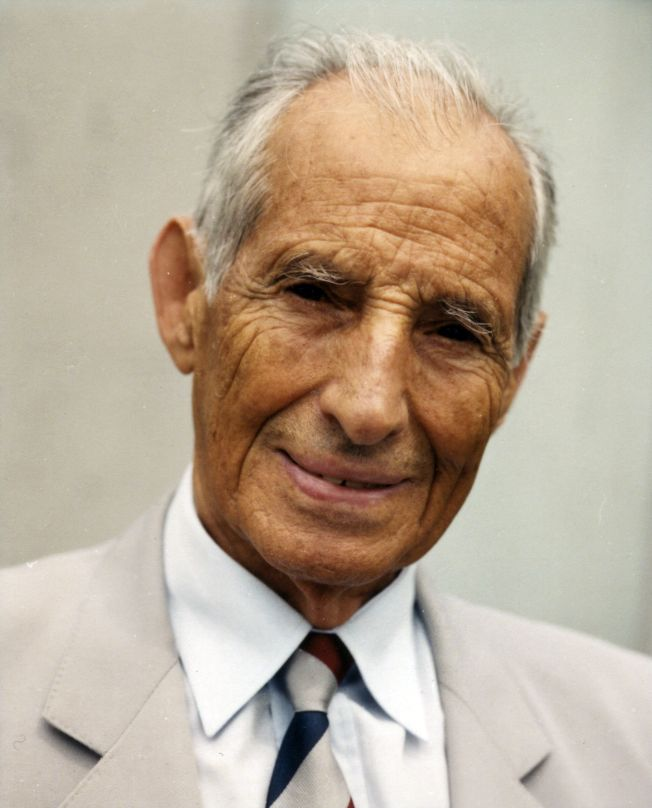
Alfred Waldis im Jahr 2000

Alfred Waldis (* 7. September 1919 in Luzern; † 10. Juli 2013 ebenda) war Mitbegründer und Direktor des Verkehrshauses der Schweiz.

## Leben

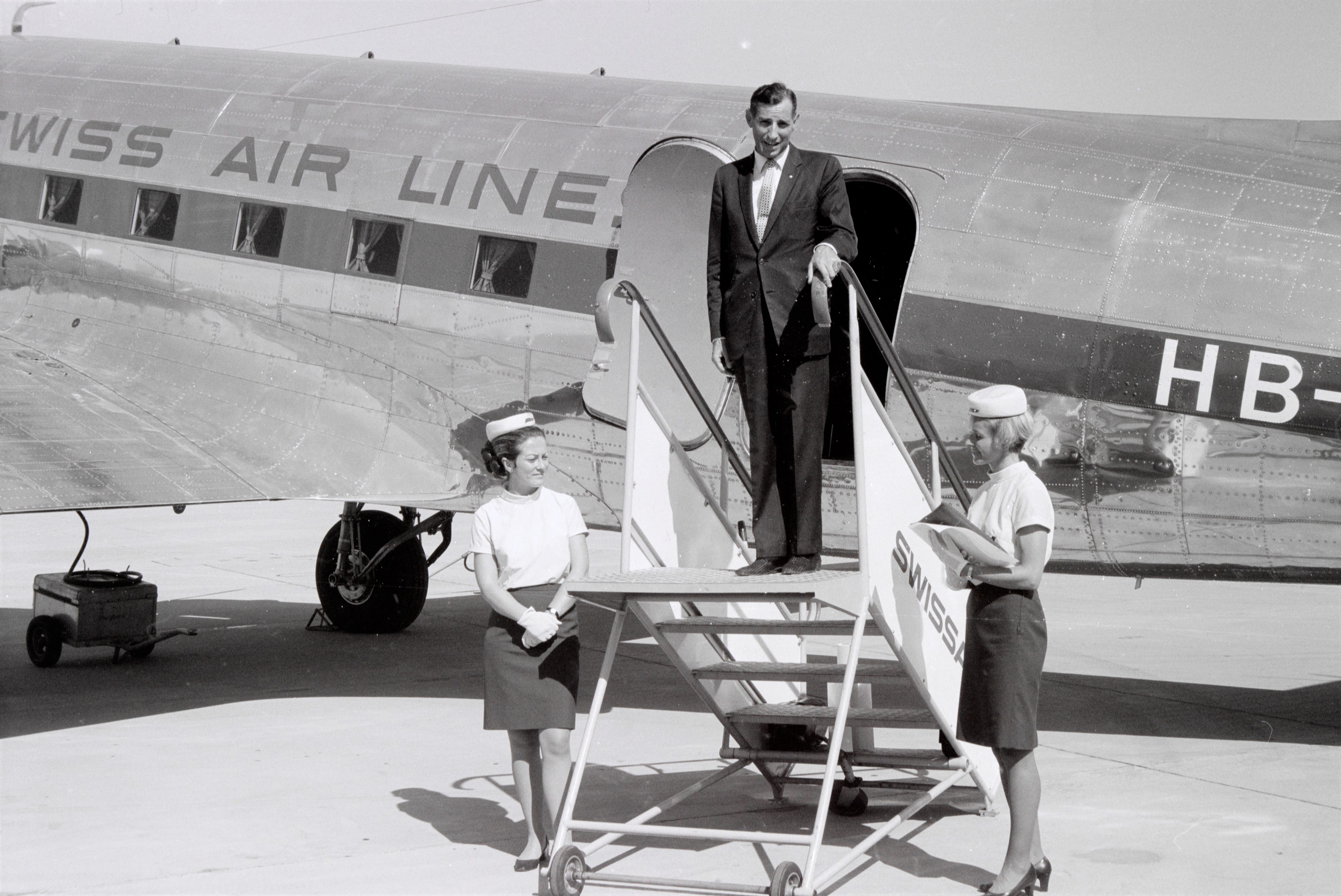
Alfred Waldis verdankt die dem Verkehrshaus geschenkte Douglas DC-3 (1969)

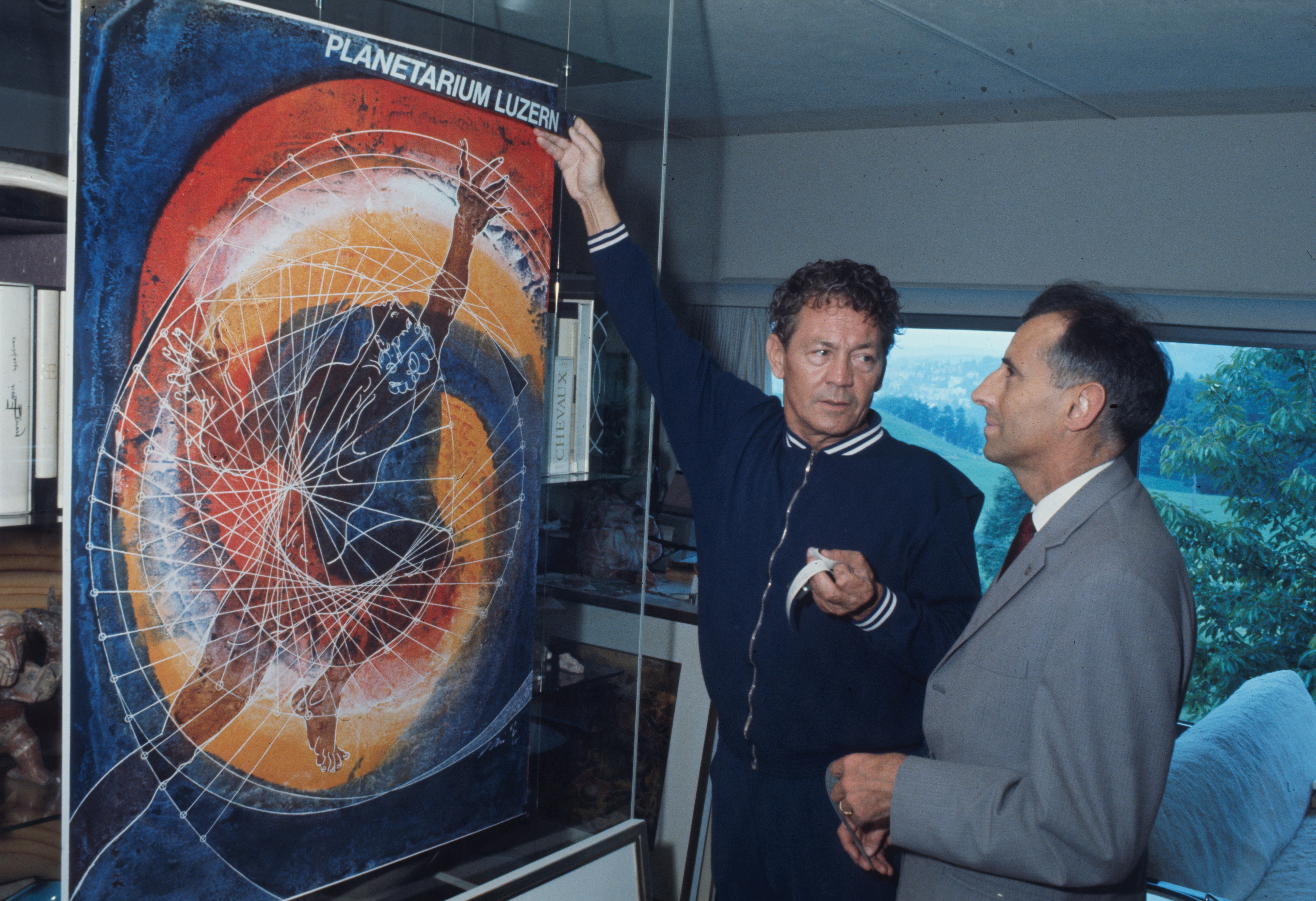
Alfred Waldis (rechts) mit dem Künstler Hans Erni, Plakat für das Verkehrshaus Luzern, Foto: Hans Gerber, Comet Photo, Bildarchiv ETH-Bibliothek Zürich, (1969)

Seine Eltern waren Josef (1880–1953) und Sophie Waldis (1883–1934), geborene Meier. Sein Vater war Steuermann bei der Dampfschiffgesellschaft des Vierwaldstättersees in Luzern. Am 23. April 1946 heiratete Waldis seine Frau Lily Peyer. Sie hatten drei Kinder: Rolf (geb. 1949), Silvia (geb. 1952) und Peter (geb. 1958) und lebten in Luzern. Dort besuchte er die Primar-, Sekundar- und Verkehrsschule von 1926 bis 1937.
Alfred Waldis trat 1937 als Stationslehrling in den Dienst der SBB. Diese beendete er 1937 und war Stationsbeamter an verschiedenen Orten. 1942 wechselte er in die Kreisdirektion Luzern, wo er mehrere Dienststellen wie Fahrplanbüro oder Güterdienst durchlief. Nach Personaldienst, Zugskontrolle und acht Jahre beim Rechtsdienst wurde er Anfang 1957 als Direktor zum Aufbau des geplanten Verkehrshauses der Schweiz in Luzern berufen. Nach der Eröffnung des Museums am 1. Juli 1959 befasste er sich eingehend mit dem Ausbau des Verkehrshauses, das bereits im ersten Betriebsjahr zum meistbesuchten Museum der Schweiz wurde. Als Initiant und Realisator entstanden unter seiner Leitung namentlich das erste Planetarium der Schweiz (1. Juli 1969), die Halle Luft- und Raumfahrt (1. Juli 1972), das Hans-Erni-Museum (15. September 1979), die zweite Halle Schienenverkehr (1. Juli 1982), die Halle Schifffahrt, Seilbahnen und Tourismus mit dem Swissorama (1. Juli 1984) sowie dem IMAX-Filmtheater, dessen Planung er bereits 1984 als Präsident einleitete und das im Juli 1996 eröffnet wurde. Darüber hinaus hat er mit zahlreichen Sonderausstellungen und einer grossen Zahl von Vorträgen, Publikationen und verkehrskundlichen Studienfahrten sowie als Präsident schweizerischer und internationaler Museumsverbände massgeblich zum hohen Bekanntheitsgrad des Verkehrshauses beigetragen.
Nach seinem Rücktritt als Direktor im Jahre 1979 wurde er für zwei Jahre Delegierter für den Ausbau, und von 1981 bis 1990 war er Präsident des Vereins Verkehrshaus der Schweiz, danach Ehrenpräsident. Alfred Waldis ist für seine Tätigkeit vielfach ausgezeichnet worden, unter anderem 1972 mit dem Kulturpreis der Innerschweiz, 1976 zum Ständigen Ehrengast der ETH Zürich, 1977 mit dem Ehrendoktor der Universität St. Gallen, 1984 mit der Ehrennadel und 2005 mit der Ernennung zum Ehrenbürger der Stadt Luzern. Die Neue Luzerner Zeitung schrieb zu seinem Tod: «Egal, wie viele Direktoren noch kommen. Alfred Waldis wird immer Mister Verkehrshaus bleiben.»

## Mitarbeit in Museumsorganisationen

### Museen Schweiz
- Comité Suisse des Conseil International des Musées: Sekretär, Vizepräsident, Präsident (1965–1971)
- Verband der Museen der Schweiz: Mitbegründer, Sekretär, Vizepräsident, Präsident (1966–1972)
- Alimentarium Vevey: Stiftungsrat, Vizepräsident, Museumskommission, Berater, Ehren-Stiftungsrat, ab 1978.
- Freilichtmuseum Ballenberg: Mitglied des Vorstandes sowie Stiftungsrat (1974–2004)
- Documenta Maritima Luzern: Mitglied und Vizepräsident des Stiftungsrates (1975–1990)
- Landwirtschaftliches Museum Burgrain: Museumskommission (1978–1983)
- Hans Erni-Stiftung und -Museum: Mitglied Stiftungsrat (ab 1979)
- Nationales Gotthardmuseum: Mitglied des Expertenteams (1982–1986)
- Schweizerisches Kamm-Museum, Mümliswil SO: Berater (1995–2004)

### Museen International
- Internationaler Verband der Verkehrsmuseen: Mitbegründer, Sekretär, Vizepräsident, Präsident (1959–1977)
- Conseil International des Musées, Paris (ICOM): Mitglied des Comité Executif sowie Consultatif (1968–1977)
- Deutsches Museum, München: Mitglied des Verwaltungsausschusses (1970–1978)
- Museum für Verkehr und Technik, Berlin: Mitglied Expertenteam (1977–1979)
- Association of Science and Technology Centers USA, Washington D.C.: Mitglied des Vorstandes (1977–1980)
- Deutsches Schifffahrtsmuseum, Bremerhaven: Berater beim Erweiterungsbau (1986–1991)

## Mitarbeit bei anderen Organisationen

### International
- Kuratorium «Mensch und Weltraum», München: Mitglied (1976–1990)
- Academia Cosmologica Nova, München: Vorstandsmitglied (1976–1990)
- Fédération Aéronautique Internationale, Paris (FAI): Mitglied und Vizepräsident der Astronautischen Kommission (1977–1989)

### Schweiz
- Eidgenössische Kommission für eine schweizerische Gesamtverkehrskonzeption GVK: Mitglied (1972–1978)
- Schweizerische Verkehrszentrale, Zürich: Vorstandsmitglied
- Schweizerische Verkehrswissenschaftliche Gesellschaft: Vorstandsmitglied
- Schweizerische Kulturgüterschutz-Kommission: Vorstandsmitglied
- Schweizerische Vereinigung für Weltraumtechnik: Vorstandsmitglied
- Kulturgüterschutz-Kommission des Kantons Luzern: Mitglied
- Zentralschweizerische Verkehrsschule Luzern: Mitglied der Aufsichtskommission
- Efficiency Club Luzern-Zentralschweiz: Mitbegründer, Sekretär, Vizepräsident, Präsident
- Skal Club Luzern-Zentralschweiz: Sekretär, Vizepräsident, Präsident
- Europa-Union, Sektion Luzern-Zentralschweiz: Vizepräsident
- Aero-Club der Schweiz, Sektion Luzern: Vorstandsmitglied
- Verkehrsverein Luzern: Vorstandsmitglied und Präsident Fahrplankommission
- Radio- und Fernsehgesellschaft Luzern-Stadt: Vorstandsmitglied

## Tätigkeiten Verkehrshaus der Schweiz

### Ämter
- 1957–1979: Direktor, Aufbau (Eröffnung 1. Juli 1959) und Ausbau
- 1979–1981: Delegierter des Ausbaus
- 1981–1990: Präsident des Vereins Verkehrshaus der Schweiz
- ab 1990: Ehrenpräsident

### Initiant und Realisator

#### Neue Ausstellungshallen bzw. Gebäude
- 1. Juli 1969: Planetarium, Bürogebäude und Restaurant
- 1. Juli 1972: Halle Luft- und Raumfahrt mit Cosmorama
- 15. September 1979: Hans Erni-Museum
- 1. Juli 1982: Zweite Halle Schienenverkehr
- 2. Juli 1984: Halle Schifffahrt und Swissorama
- 15. April 1985: Abteilung Seilbahnen und Tourismus
- 1. Juli 1996: IMAX (Idee und Entscheid Wa, Realisation durch F. Rey)

#### Erneuerung von Sammlungen
- 1972: Neugestaltung Kleine Halle Schienenverkehr
- Neugestaltung Halle Postwesen
- 1974: Neugestaltung der Abteilung Schifffahrt (im UG Luft- und Raumfahrt)

#### Mittelbeschaffung für Ausbau (à fonds perdu)
- Planetarium: (1969) 1 Mio. Longines, 0,5 Mio. Planetariums-Medaille und -Marke
- Halle Luft- und Raumfahrt: (1972) 1 Mio. Swissair, 2 Mio. Bund, 0,3 Mio. Medaille
- Hans Erni-Museum: (1979) 6 Mio. Hans Erni-Stiftung sowie div. Geldgeber
- Zweite Halle Schienenverkehr: (1982) 1 Mio. SBB, 2 Mio. Münzprägegewinn, 2 Mio. Aktion «Rettet die Ahnen unserer Bahnen», 1 Mio. Afrika-Gedenkflug, 1 Mio. Bankverein
- Halle Schifffahrt, Seilbahnen, Tourismus und Swissorama: (1984) 6 Mio. Erbschaft Philipp Keller, 2,6 Mio. Migros (Pierre Arnold), dazu mehrere grössere Spenden wie Kreditanstalt, Karl Steiner, Bankgesellschaft, Nestlé usw.

## Tätigkeiten Grossanlässe Schweiz
- Expo 64 Lausanne: Präsident Abteilung Luftfahrt und Mitglied Sektorenkomitee Verkehr (1962–1964)
- Zentenarfeier + Landesausstellung 1991: Delegierter des Kantons Luzern (1978–1983)
- 600 Jahre Schlacht bei Sempach und 800 Jahre Stadt Luzern, Stiftungsrat (1984–1986)

## Bedeutendere Sammelobjekte
- Dampfschiff Rigi, Maschinenanlage und Salon DS Pilatus
- Flugzeuge: DC-3, Nieuport, Lockheed Orion, Convair Coronado,
- Original-Raumfahrtsobjekte: Raketenmotor, Mondanzug, Mondgestein usw.
- Automobile: Austin 7, Weber, Fischer, Tatra 77 und 87
- Plakatsammlung Gutersohn (daraus entstand der Plakat-Spiegel)

## Studienreisen
Planung, Organisation und Leitung von 120 verkehrskundlichen und -technischen Studienreisen, darunter USA (1979), rund um die Welt (1973), Sibirien (1976), Afrika, 50 Jahre Mittelholzer-Flug (1977), Südamerika (1981), China (1983), USA Queen Elizabeth und Concorde (1989)

## Werke

### Als Autor
- 1955: Brückenumbau an der Gotthardlinie Sonderdruck aus Werkzeitung der schweizerischen Industrie, Nr. 23, Zürich 1955, OCLC 611101010, ISSN 0043-2830.
- 1957: Reisehandbuch Schweiz. Verbandsdruckerei Bern (5 Auflagen bis 1970).
  - 1965: Switzerland. The Traveller’s Illustrated Guide. Verbandsdruckerei Bern englisch.
- 1965: Kleine Wirtschaftskunde der Schweiz. Sauerländer, Aarau (5 Ausgaben bis 1969).
- 1973: Das Verkehrshaus der Schweiz – eine Geschichte des Verkehrs und der Kommunikation. Silva Verlag, Zürich.
- 1994: Zu Wasser, zu Lande, in der Luft – Reportagen aus 5 Jahrzehnten. Verkehrshaus, Luzern
- 1999: Gastgeber Verkehrshaus. Maihof, Luzern
- 2001: Es begann am Gotthard – eine Verkehrsgeschichte mit Pionierleistungen (= Kultur in der zentralschweiz, Band 5). Maihof, Luzern, ISBN 3-9522033-5-1 (2. Auflage 2002).
- 2003: Merkwürdiges zu Wasser, zu Lande und in der Luft. Aus zwei Jahrhunderten Verkehrsgeschichte. NZZ, Zürich, ISBN 3-03823-042-1.

### Als Initiant, Realisator und Mitautor
- 1959: Schriftenreihe des Verkehrshauses der Schweiz (bis 1984: 30 Schriften)
- 1994: Sechs Schweizer Flugpioniere. Verein für wirtschaftshistorische Studien, Zürich
- 1998: Schweizer Wegbereiter des Luftverkehrs. Verein für wirtschaftshistorische Studien, Zürich
- 2000: Sechs Alpenbahn-Ingenieure. Verein für wirtschaftshistorische Studien, Zürich
- 2003: Pioniere der Eisenbahn-Elektrifikation. Verein für wirtschaftshistorische Studien, Zürich
- 2004: Bergbahnpioniere. Verein für wirtschaftshistorische Studien, Zürich
- 2007: Fünf Pioniere des Flugzeugbaues. Verein für wirtschaftshistorische Studien, Zürich

### Als Mitautor
- 1987: 150 Jahre Dampfschiffahrt auf dem Vierwaldstättersee. SGV Luzern
- 1995: Wie die Eisenbahn nach Luzern kam. Comenius Verlag, Hitzkirch
- 2001: Flugpioniere in und über Luzern. Comenius Verlag, Hitzkirch

### Reportagen und Vorträge
Ab 1944 rund 900 Reportagen in Zeitungen und Zeitschriften sowie 1200 Vorträge über Verkehr und Verkehrsgeschichte, Kommunikation, Museen sowie Alpinismus.

## Auszeichnungen
Alfred Waldis ist für seine Tätigkeit wiederholt ausgezeichnet worden, so mit dem Innerschweizer Kulturpreis, der Ehrennadel der Stadt Luzern, dem Ehrendoktor der Universität St. Gallen, dem Spezialpreis des Europarates für aussergewöhnliche Museumsführung und dem Diplom Paul Tissandier von der Fédération Aéronautique Internationale FAI in Paris, als ständiger Ehrengast der Eidgenössischen Technischen Hochschule in Zürich; 2005 wurde er Ehrenbürger der Stadt Luzern.
Zahlreiche Institutionen verliehen ihm die Ehrenmitgliedschaft, darunter der Aero-Club der Schweiz, die Schweizerische Vereinigung für Weltraumtechnik, der Skal-Club Luzern und Zentralschweiz, Efficiency Club Luzern sowie der Zentralschweizerische Presseverein und der Internationale Verband der Verkehrsmuseen IATM; Ehrenstiftungsrat Alimentarium (Nestlé, Vevey).
- 1972: Innerschweizer Kulturpreis
- 1973: Nicolaus-Copernicus-Medaille des Kuratoriums «Der Mensch und der Weltraum», München, zusammen mit Jacques Piccard
- 1973: Diplom Paul Tissandier der Fédération Aéronautique Internationale (FAI) Paris
- 1975: Preis «Centro Europeo» der Internationalen Institution für Wirtschaftsförderung, Schaan
- 1976: Ständiger Ehrengast der ETH Zürich
- 1977: Ehrendoktor (Dr. oec. h. c.) der Universität St. Gallen
- 1980: Spezialpreis des Europarates für besondere Museumsführung
- 1984: Ehrennadel der Stadt Luzern
- 2005: Ehrenbürger der Stadt Luzern
- 2007: Tourismus-Award des Tourismus-Forums Luzern
- 2016: Aufnahme in die Logistics Hall of Fame Switzerland (postum)[3]

## Ehrenmitgliedschaften
- Internationaler Verband der Verkehrsmuseen IATM
- Zentralschweizer Verein Medienschaffender
- Efficiency Club Luzern und Zentralschweiz
- Skal-Club Luzern und Zentralschweiz
- Aero Club der Schweiz
- Verkehrsverein Luzern (Luzern Tourismus)
- Schweizerische Vereinigung für Weltraumtechnik
- Schweizerische Verkehrswissenschaftliche Gesellschaft
- Dampferfreunde Vierwaldstättersee
- Radiogesellschaft Luzern
- R.I.O. Impuls (Umweltorganisation)
- Verkehrshaus der Schweiz (Ehrenpräsident)
- Ehren-Stiftungsrat Stiftung Alimentarium, Vevey
- Ehrenbürger der Stadt Luzern